# Preux-au-Sart

Preux-au-Sart este o comună în departamentul Nord, Franța. În 1 ianuarie 2022 avea o populație de 302 de locuitori.